# Мясниковский сельсовет
Мяснико́вский сельсове́т — муниципальное образование со статусом сельского поселения в Далматовском районе Курганской области Российской Федерации.
Административный центр — село Мясниково.

## История
В соответствии с Законом Курганской области от 6 июля 2004 года № 419 сельсовет наделён статусом сельского поселения.

## Население
| 1989 | 2002 | 2010 | 2012 | 2013 | 2014 | 2015 |
| ---- | ---- | ---- | ---- | ---- | ---- | ---- |
| 310  | ↗351 | ↘194 | ↘168 | ↘153 | ↘136 | ↘123 |
| 2016 | 2017 | 2018 | 2019 | 2020 |      |      |
| ↘120 | ↘118 | →118 | ↘115 | ↘107 |      |      |

## Состав сельского поселения
| № | Населённый пункт | Тип населённого пункта       | Население |
| - | ---------------- | ---------------------------- | --------- |
| 1 | Мясниково        | село, административный центр | ↘107      |